# Alec Douglas-Home
Pour les articles homonymes, voir Douglas.
Alexander Douglas-Home, dit Alec Douglas-Home, né à Mayfair (Londres) le 2 juillet 1903 et mort près de Coldstream en Écosse le 9 octobre 1995, comte de Home (1951-1963), baron Home de l'Hirsel (1974), est un homme d'État britannique, Premier ministre conservateur du Royaume-Uni du 19 octobre 1963 au 16 octobre 1964 et ministre des affaires étrangères à deux reprises dans les cabinets Macmillan et Heath.

## Biographie
Issu de l'aristocratie, il est le fils de Charles Douglas-Home (13e comte de Home). Il fréquente le collège d'Eton et Christ Church à Oxford. En 1936, il se marie avec Elizabeth Alington.

### Député et secrétaire d'Etat
Il est élu député conservateur de Lanark (Écosse) en 1931 sous le nom de Lord Dunglass. Il est secrétaire particulier du premier ministre Neville Chamberlain, qui pratique une politique d'apaisement avec Adolf Hitler (accords de Munich).
Battu aux élections de 1945, il retrouve son siège en 1950, mais est contraint de démissionner l'année suivante, car il hérite du siège de son père à la Chambre des lords et devient le 14e comte de Home.
Il est secrétaire d'État chargé du Commonwealth en 1955 dans le ministère d'Anthony Eden, titre auquel il ajoute ceux de leader de la Chambre des lords et de Lord président du Conseil. Il fut membre conservateur de la chambre des Communes (1931-1945, 1950-1951, 1963-1974) et de la Chambre des lords (1951-1963 ; après 1974). Puis il devient secrétaire d'État aux Affaires étrangères sous Harold Macmillan en 1960.

### Premier ministre du Royaume-Uni
Alors que l'on s'attend à ce que le vice-premier ministre Richard Butler succède à Macmillan, démissionnaire en 1963 pour raison de santé, les dirigeants du Parti conservateur proposent à la reine Élisabeth II d'appeler Lord Home à former le gouvernement. Home renonce alors à son titre héréditaire et se fait élire député à la chambre des Communes pour le siège de Kinross et comté de Perth occidental (Écosse).
Home perd le pouvoir lors des élections de 1964, qui voient le retour des travaillistes sous la direction de Harold Wilson, qui l'emportent avec une majorité beaucoup plus réduite que prévu. Home fit preuve d'un humour tout britannique en répondant pendant la campagne électorale à Wilson qui le raillait pour être le 14e comte Home : « Et alors, je suppose que Monsieur Wilson n'est après tout que le 14e Monsieur Wilson. »

### Fin de carrière
Il abandonne la fonction de chef du Parti conservateur qui échoit à Heath en juillet 1965. Les conservateurs appliquent alors des statuts prévoyant la désignation de leur chef par des mécanismes démocratiques.
Professant une politique étrangère pro-européenne, Home est à nouveau secrétaire d'État aux Affaires étrangères sous Edward Heath (1970-1974). Il renonce à se représenter aux élections d'octobre 1974. Il se voit élever à la pairie et retrouve son siège à la Chambre des lords sous le titre de Baron Home of the Hirsel. Il est chevalier de l'Ordre du Chardon. Il se retire largement de la vie publique en 1990, après la mort de sa femme.
Son fils David Douglas-Home (15e comte de Home) lui succède comme comte.
Il a été président du comité directeur du groupe Bilderberg.
On lui doit une autobiographie, The Way the Wind Blows (1976).